# Andrographis paniculata
Andrographis paniculata (Burm.f.) Wall. ex Nees è una pianta erbacea annuale della famiglia Acanthaceae, originaria dell'India e dello Sri Lanka.
È ampiamente coltivata nel sud e nel sud-est asiatico, dove le foglie e le radici vengono tradizionalmente usate per trattare le infezioni e alcune malattie. La pianta intera è utilizzata anche per scopi medici.

## Etimologia
Andrographis paniculata è un'erba annuale dal portamento eretto di sapore estremamente amaro in tutte le sue parti. La pianta è conosciuta nel nord-est dell'India come Maha-Tikta, letteralmente "re dell'amaro", ed conosciuto con vari nomi vernacolari. Come un'erba ayurvedica è conosciuta come Kalmegh o Kalamegha, che significa "nuvola nera". È anche nota come Nila-Vembu, che significa "neem della terra", in quanto la pianta, pur essendo una piccola essenza annuale, ha un forte sapore amaro come quello del grande albero del Neem (Azadirachta indica). In Malesia, è noto come Hempedu Bumi, che letteralmente significa "bile di terra" in quanto è una delle piante più amare che vengono utilizzate nella medicina tradizionale.

## Descrizione
Andrographis paniculata cresce eretta fino ad un'altezza di 30–110 cm in luoghi umidi e ombreggiati. Il fusto sottile è verde scuro, squadrato in sezione trasversale con solchi longitudinali e ali lungo gli angoli. Le foglie lanceolate hanno lame senza pelo che misurano fino a 8 cm  di lunghezza e 2,5 cm. I piccoli fiori sono generati come racemi diffusi. Il frutto è una capsula di circa 2 cm di lunghezza e di pochi millimetri di larghezza. Esso contiene molti semi di colore giallo-marrone.

## Distribuzione e habitat
A. paniculata è originaria del subcontinente indiano.
Si può trovare in una varietà di habitat, come le pianure, colline, coste e zone antropizzate e coltivate, come i bordi delle strade, fattorie e territori in rovina. Le popolazioni native di A. paniculata sono sparse in tutto il sud dell'India e nello Sri Lanka, che forse rappresentano il centro di origine e della diversità delle specie. Quest'erba è una specie introdotta in zone settentrionali dell'India, così come in Giava, Malaysia, Indonesia, nelle Indie Occidentali, e altrove in America. La specie si trova anche a Hong Kong, Thailandia, Brunei, Singapore, e in altre parti dell'Asia, dove può essere nativa o meno. La pianta è oltretutto coltivata in molte zone.
A differenza di altre specie del suo genere, A. paniculata è di facile ritrovo nella maggior parte dei luoghi in India, tra le pianure e le zone collinari fino a 500 m, il che giustifica il suo largo impiego.
In India la principale fonte di piante proviene dall'habitat selvatico. Sotto il nome commerciale Kalmegh ogni anno in media 2 000-5 000 tonnellate di piante vengono scambiate in India.

## Coltivazione
Si ottengono migliori risultati se in posizione soleggiata. La semina va fatta nei mesi di maggio e giugno (emisfero nord), mentre le piantine vengono poi trapiantate ad una distanza di 60 cm x 30 cm.

## Usi

### Medicina tradizionale
Sin dai tempi antichi, A. paniculata è stata utilizzata in sistemi medici tradizionali quali Siddha e l'ayurvedica così come nella medicina tribale indiana. Questa pianta è un importante ingrediente della formulazione polierbale con il nome di "Nilavembu kudineer Choornam" in medicina Siddha.
Secondo il Mayo Clinic Book of Alternative Medicine, "un prodotto specifico (Andrographis combinata con Eleutherococcus senticosus) può ridurre la durata e i sintomi del raffreddore comune." Si riporta anche che "Le donne in gravidanza non dovrebbero usare andrographis perché potrebbe interrompere la gravidanza."

### Uso clinico
Una review ha concluso che le prove dell'esistenza di studi clinici controllati supportano l'esistenza di un ruolo per A. paniculata nel trattamento dei sintomi delle infezioni delle vie respiratorie superiori.
Non vi è invece prova della sua efficacia nel trattamento del cancro.

## Proprietà
L'Andrografolide è il maggior costituente estratto dalle foglie della pianta ed è un lattone biciclico diterpenoide. Questa molecola dal sapore amaro è stata isolata in forma pura da Gorter nel 1911.
Alcuni dei suoi costituenti noti sono:
- 14-Deossi-11-deidroandrografolide, nella pianta
- 14-Deossi-11-oxoandrografolide, nella pianta
- 5-Idrossi-7,8,2',3'-Tetrametossiflavone, nella pianta
- 5-Idrossi-7,8,2'-Trimetossiflavone, nei tessuti
- Andrografine, nella radice
- Andrografolide, nella pianta
- Neoandrografolide, nella pianta
- Panicolina, nella radice
- Paniculide-A, nella pianta
- Paniculide-B, nella pianta
- Paniculide-C, nella pianta[11]